# Теллер (округ)
Те́ллер (англ. Teller County) — округ в штате Колорадо, США. Официально образован в 1899 году и назван в честь сенатора Генри Теллера. По состоянию на 2010 год, численность населения составляла 23 350 человек.

## География
По данным Бюро переписи США, общая площадь округа равняется 1447,811 км2, из которых 1442,631 км2 суша и 4,921 км2 или 0,300 % это водоёмы.

## Население
По данным переписи населения 2000 года в округе проживает 20 555 жителей в составе 7 993 домашних хозяйств и 5 922 семей. Плотность населения составляет 14,00 человек на км2. На территории округа насчитывается 10 362 жилых строений, при плотности застройки около 7,00-ми строений на км2. Расовый состав населения: белые — 94,92 %, афроамериканцы — 0,55 %, коренные американцы (индейцы) — 0,97 %, азиаты — 0,58 %, гавайцы — 0,08 %, представители других рас — 0,90 %, представители двух или более рас — 2,00 %. Испаноязычные составляли 3,49 % населения независимо от расы.

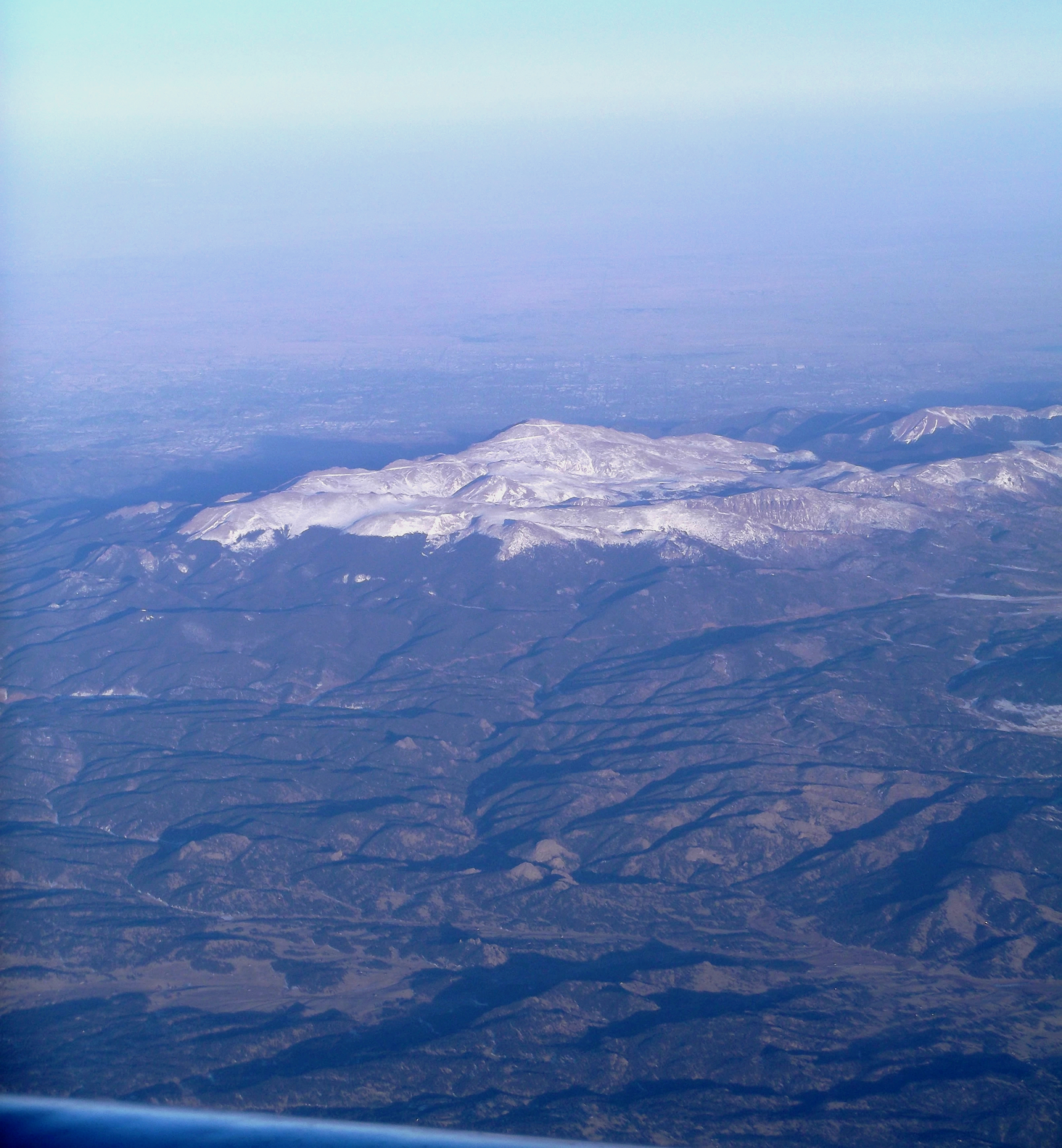
Ланшафт округа Теллер

В составе 33,60 % из общего числа домашних хозяйств проживают дети в возрасте до 18 лет, 64,20 % домашних хозяйств представляют собой супружеские пары проживающие вместе, 6,60 % домашних хозяйств представляют собой одиноких женщин без супруга, 25,90 % домашних хозяйств не имеют отношения к семьям, 19,60 % домашних хозяйств состоят из одного человека, 4,00 % домашних хозяйств состоят из престарелых (65 лет и старше), проживающих в одиночестве. Средний размер домашнего хозяйства составляет 2,56 человека, и средний размер семьи 2,94 человека.
Возрастной состав округа: 25,90 % моложе 18 лет, 5,60 % от 18 до 24, 31,20 % от 25 до 44, 29,80 % от 45 до 64 и 29,80 % от 65 и старше. Средний возраст жителя округа 39 лет. На каждые 100 женщин приходится 102,70 мужчин. На каждые 100 женщин старше 18 лет приходится 100,90 мужчин.
Средний доход на домохозяйство в округе составлял 50 165 USD, на семью — 57 071 USD. Среднестатистический заработок мужчины был 37 194 USD против 26 934 USD для женщины. Доход на душу населения составлял 23 412 USD. Около 3,40 % семей и 5,40 % общего населения находились ниже черты бедности, в том числе — 6,90 % молодёжи (тех, кому ещё не исполнилось 18 лет) и 4,20 % тех, кому было уже больше 65 лет.